# 嵐璃徳
嵐 璃徳（あらし りとく、1875年12月31日 - 1945年12月16日）は、日本の俳優、歌舞伎役者である。本名は井上 徳太郎（いのうえ とくたろう）。関西歌舞伎に始まり、牧野省三が監督した日本初の時代劇映画、日本初の剣戟映画に出演、サイレント映画の時代に映画俳優として活躍した。

## 人物・来歴
1875年（明治8年）12月31日、大阪府大阪市北堀江町（現在の同市西区北堀江）の花柳街の料亭を生家に、「井上徳太郎」として生まれる。その環境から、幼少より芸事を覚える。
満4歳にして1880年（明治13年）、先代・嵐璃徳に入門、2年後の1882年（明治15年）に大阪・角座で初舞台を踏んだ。満18歳となった1894年（明治27年）、「嵐璃徳」を襲名、関西歌舞伎の若手俳優として名を馳せた。
1908年（明治41年）、京都の芝居小屋・千本座に中村福之助の一座の一員として公演を行ったとき、横田商会が同劇場のオーナーである牧野省三に映画を撮るよう依頼し、璃徳らはこれに出演、映画俳優としてデビューした。これが日本初の時代劇映画『本能寺合戦』であり、同年9月17日に東京市神田区（現在の東京都千代田区神田）の錦輝館等で公開された。璃徳は同作で森蘭丸を演じ、『ピストル強盗清水定吉』（1899年）の横山運平、同作の中村福之助らとともに、日本初の映画俳優のひとりとなった。
この後、1917年（大正6年）、大阪府下中河内郡小阪村（現在の東大阪市小阪）にあった天然色活動写真（天活）の大阪撮影所が製作した映画『大石山科の別れ』に大石内蔵之助（大石良雄）役で主演している。やがて天活が崩壊し、1920年（大正9年）5月に帝国キネマ演芸（帝キネ）が設立されると、小阪の撮影所は帝キネの撮影所となり、璃徳一座の座付作家・中川紫郎とともに、一座で同社に入社した。入社第1作は、同年に中川が初めて監督した『大江山酒呑童子』である。同年、『忍術三勇士』、『丸橋忠弥』等に主演した。
1931年（昭和6年）、帝国キネマ演芸が新興キネマへ改組され、新興キネマに継続入社した。1935年（昭和10年）には、中川信夫が監督した『恥を知る者』を最後に映画界を引退、舞台に復帰した。270作を超える映画に出演した。
その後、戦時中にかけ老け役を中心に大芝居で活躍するも、「顔もよく品もあって仁も申し分ないのだが、台詞が与太で困るのだそうだ。」との証言があり、いい加減な台詞覚えで周囲を困らせていた。ところが、1945年（昭和20年）、出勤中に近鉄奈良線河内小阪駅で倒れ、病院に搬送。同年12月16日、大阪府堺市の病院で死去した。満69歳没。

## おもなフィルモグラフィ
- 『本能寺合戦』 : 監督牧野省三、1908年
- 『大石山科の別れ』 : 監督不明、1917年

- 『大江山酒呑童子』 : 監督中川紫郎、1920年
- 『忍術三勇士』 : 監督中川紫郎、1920年
- 『丸橋忠弥』 : 監督中川紫郎、1920年
- 『石川五右衛門』 : 監督中川紫郎、1921年
- 『四谷怪談』 : 監督中川紫郎、1921年
- 『実録忠臣蔵』 : 監督中川紫郎、1921年
- 『夜討曽我』 : 監督中川紫郎、1923年
- 『ある敵討の話』 : 監督不明、1923年
- 『羅馬の使者』 : 監督中川紫朗（紫郎改め）、1924年
- 『春風怨』 : 監督中川紫朗、1924年
- 『清水次郎長』第一篇・第二篇 : 監督広瀬五郎、1924年
- 『丸橋忠弥』 : 監督長尾史録、1929年
- 『恥を知る者』 : 監督中川信夫、1935年

## 註
1. 1 2 3  『嵐璃徳 映画と実演の記録』、柴田勝、1981年、p.37。
2. 1 2 3 4 5 6 7 8  『芸能人物事典 明治大正昭和』、日外アソシエーツ、1998年。
3. 1 2 3 4 5 6 7 8  『無声映画俳優名鑑』、無声映画鑑賞会編、マツダ映画社監修、アーバン・コネクションズ、2005年、p.130。
4. ↑  山田庄一『上方芸能今昔がたり』P・57　岩波書店　2013年